# 龙津过路黄
龙津过路黄（学名：[Lysimachia rupestris] 错误：{{Lang}}：文本有斜体标记（帮助））是报春花科珍珠菜属的植物，是中国的特有植物。分布在中国大陆的广西等地，生长于海拔300米至510米的地区，见于林下石灰岩上，目前尚未由人工引种栽培。